# سنغر (شركة)
سنجر، هي شركة مختصة في تصنيع آلات الخياطة، تأسست في سنة 1851 من خلال إسحاق ميريت سنجر، أطلق عليها شركة سنجر للصناعات التحويلية في 1865، وبعدها سميت شركة سنجر في 1963. في البداية، كانت منتجاتها تُصنع في مصانعها بمدينة نيويورك، والمتمركزة حاليا في لافيرن، بالقرب من ناشفيل تينيسي.

## تاريخ
فريدريك بورن جيلبرت (1851-1919) بصفته رئيسا للشركة في مطلع القرن العشرين، تم إنشاء واحدة من أوائل الشركات العالمية الحقيقية آخذة المعايير في جميع أنحاء العالم، وقد تم إنشاء مراكز خدمات وتوزيع وبناء مصانع في عدة بلدان. مقر الشركة الرئيسي يوجد في مبنى سانجر الذي صممه المهندس المعماري أرنست فلاق، الذي صمم أيضا مسكنين اثنين لحملة بورن، وتم بناؤهما في 1906 في نيويورك خلال فترة رئاسته. ويعتبر برج سانجر (الذي دمر الآن) أكبر برج في العالم آنذاك.
| العام   | 1853 | 1859   | 1867   | 1871    | 1873    | 1876    |
| الوحدات | 810  | 10,953 | 43,053 | 181,260 | 232,444 | 262,316 |
| المصدر: |      |        |        |         |         |         |

### سنجر في استكلندا

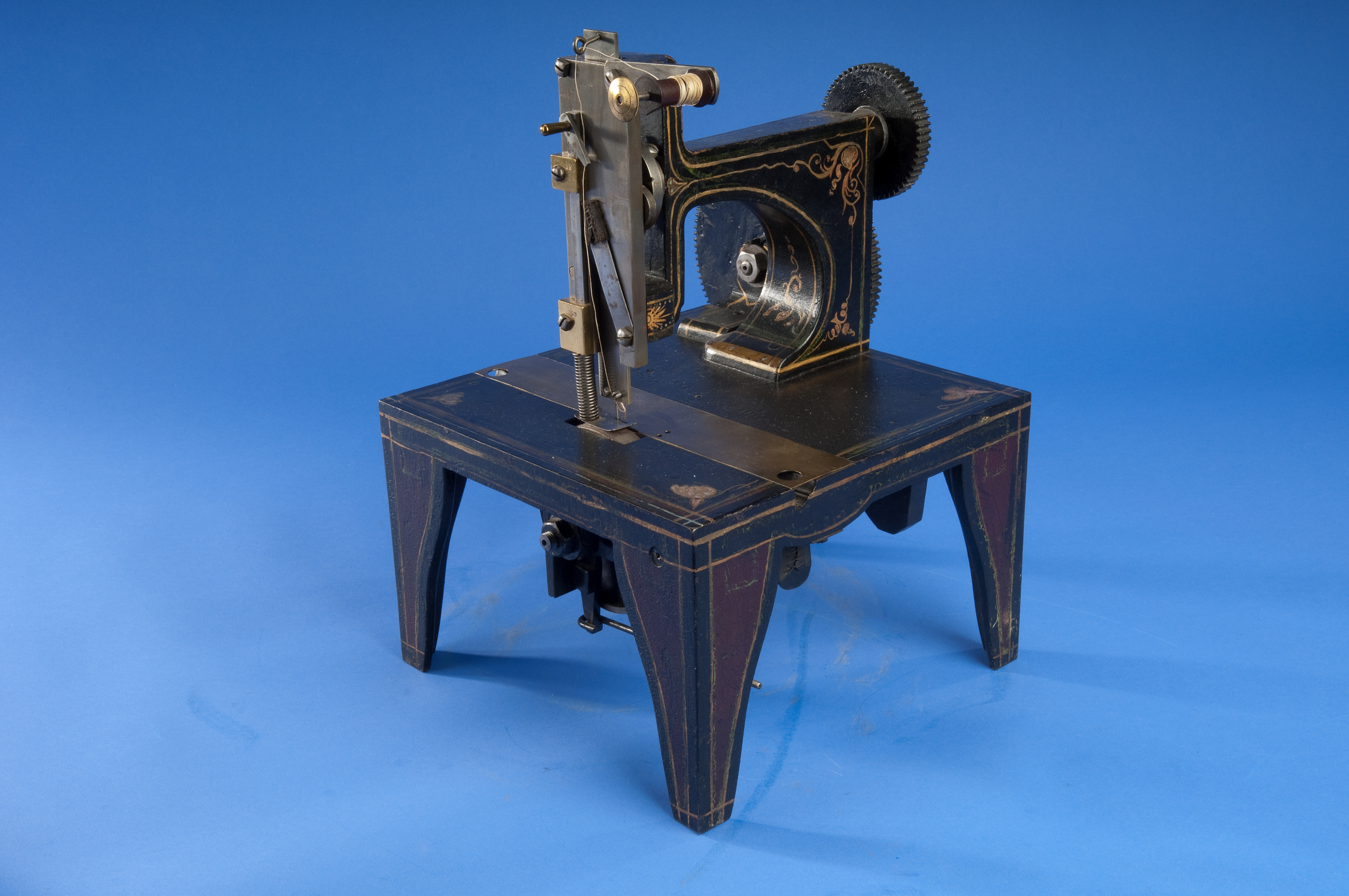
نموذج براءة اختراع سنجر لماكينة الخياطة الخاصة به

في عام 1867، قررت شركة سنجر أن الطلب على آلات الخياطة الخاصة بهم في المملكة المتَّحدة كان مرتفعًا بما يكفي لفتح مصنع محلي في غلاسكو في شارع جون. اختار نائب الرئيس جورج روس ماكنزي غلاسكو بسبب صناعاتها في صناعة الحديد والعمَّالة الرخيصة وقدرات الشحن. تجاوز الطلب على آلات الخياطة الإنتاج في المصنع الجديد وبحلول عام 1873، تمَّ الانتهاء من مصنع جديد أكبر في جيمس ستريت، بريدجتون. بحلول تلك المرحلة، كان سينغر قد وظف أكثر من 2000 شخص في اسكتلندا، لكنهم ما زالوا غير قادرين على إنتاج آلات كافية. في عام 1882، أقام ماكنزي، الرئيس المنتخب آنذاك لشركة شركة سنجر للتصنيع، حفل وضع حجر الأساس على 46 فدانًا (19 هكتارًا) من الأراضي الزراعيَّة في كيلبوي، كلايدبانك. في الأصل، تمَّ تشيّيد مبنيّين رئيسيّين، طول كل منهما 800 قدم (240 م) وعرضه 50 قدمًا (15 مترًا) وارتفاعه ثلاثة طوابق. كانت متصلة بواسطة ثلاثة أجنحة. بُني فوق الجناح الأوسط برج ساعة يبلغ ارتفاعه 200 قدم (61 مترًا) مع اسم «سنجر» معروضًا بوضوح ليراه الجميع لمسافة أميال. تم وضع ما مجموعه 2.75 ميل (4.43 كم) من خطوط السكك الحديديَّة في جميع أنحاء المصنع لربط الأقسام المختلفة مثل غرفة المرجل والمسبك والشحن والخطوط بمحطات السكك الحديديَّة الرئيسيَّة. كان السير روبرت ماك ألبين هو مقاول البناء وقد تم تصميم المصنع ليكون مقاومًا للحريق باستخدام رشاشات المياه، مما يجعله أحدث مصنع في أوروبا في ذلك الوقت.
مع ما يقرب من مليون قدم مربع من المساحة وما يقرب من 7000 موظف، كان من الممكن إنتاج ما معدله 13000 آلة في الأسبوع، مما يجعله أكبر مصنع لآلات الخياطة في العالم. كان مصنع كلايدبانك منتِجًا للغاية لدرجة أنه في عام 1905، أُنشأت شركة سنجر الأمريكيَّة وسُجلت علي أنها شركة سنجر للتصنيع المحدودة. في المملكة المتَّحدة. استمر الطلب في تجاوز الإنتاج، لذلك تمَّ تمديد كل مبنى لأعلى إلى 6 طوابق. تمَّ إنشاء محطة سكة حديد تحمل اسم الشركة في عام 1907 مع وصلات إلى المدن المجاورة ووسط غلاسكو للمساعدة في نقل القوى العاملة إلى المُنشأة.
في الحرب العالميَّة الأولى، أفسح إنتاج ماكينات الخياطة الطريق للذخائر. تلقى مصنع سنجر كلايدبانك أكثر من 5000 عقّد حكوميّ، وصنع 303 مليون قذيفة مدفعيَّة ومكونات قذائف وصمامات وأجزاء طائرات، بالإضافة إلى قنابل يدويَّة وأجزاء بنادق و 361000 حدوة حصان. قوتها العاملة البالغة 14000 كانت حوالي 70٪ من الإناث في نهاية الحرب.
منذ افتتاحه في عام 1884 حتى عام 1943، أنتج مصنع كيلبوي ما يقرب من 36.000.000 ماكينة خياطة. كان سنجر هو الرائد على مستوى العالم وباع آلات أكثر من جميع المصنّعين الآخرين معًا. في عام 1913، قام المصنع بشحن 1.3 مليون آلة. شهدت أواخر الخمسينيَّات والستينيَّات فترة تغيير كبير في مصنع كلايدبانك. في عام 1958، خفضت سنجر الإنتاج في مصنعها الرئيسيّ في أمريكا ونقل 40 ٪ من هذا الإنتاج إلى مصنع كلايدبانك في محاولة لخفض التكاليف. بين عامي 1961 و 1964، خضع مصنع كلايدبانك لبرنامج تحديث بقيمة 4 ملايين جنيه إسترليني والذي شهد توقف مصنع كلايدبانك عن إنتاج آلات الحديد الزهر والتركيز على إنتاج آلات الألمنيوم للأسواق الغربيَّة. كجزء من برنامج التحديث هذا، تم هدم سنجر كلوك الشهير في عام 1963. في ذروة إنتاجيتها في منتصف الستينيَّات، وظفت سنجر أكثر من 16000 عامل ولكن بحلول نهاية ذلك العقد، كانت تسريحات العمل الإجبارية تحدث وبعد 10 سنوات القوى العاملة انخفض إلى 5000. أدت المشكلات المالية ونقص الطلبات إلى إغلاق أكبر مصنع لآلات الخياطة في العالم في يونيو 1980، مما أدى إلى إنهاء أكثر من 100 عام من إنتاج ماكينات الخياطة في اسكتلندا. تم هدم مجمع المباني في عام 1998.

### التسويق
كانت ماكينة الخياطة سنجر أول تقنيَّة قياسيَّة مُعقدة يتم تسويقها على نطاق واسع. لم تكن أول ماكينة خياطة، وأدت براءة اختراعها في عام 1851 إلى معركة براءة اختراع مع إلياس هاو، مخترع ماكينة الخياطة ذات غرزة القفل. أدى هذا في النهاية إلى اتفاق تقاسم براءات الاختراع بين الشركات الكبرى. تضمنت استراتيجيات التسويق التركيز على الصناعة التحويليَّة،  الهوية الجنسيَّة،  خطط الائتمان،  و «مشتريَّات التوظيف».
أكَّد تسويق سينغر على دور المرأة وعلاقتها بالمنزل، واستحضار المُثل العليا للفضيلة والتواضع والاجتهاد. على الرغم من أن ماكينة الخياطة مثلت التحرر من الخياطة اليدويَّة الشاقة، إلا أنها أفادت بشكل رئيسيّ أولئك الذين يقومون بالخياطة لعائلاتهم ولأنفسهم. لا يزال التُجار الذين يعتمدون على الخياطة كمصدر للرزق يعانون من تدني الأجور، والتي انخفضت بشكل أكبر استجابةً لتوفير الوقت الذي تكتسبه الخياطة الآليَّة. عرضت شركة سنجر عمليات شراء ائتمانية وترتيبات الإيجار المنتهي بالتملك، مما يسمح للأشخاص باستئجار آلة مع مدفوعات الإيجار المطبقة على الشراء النهائي للآلة،  وبيعها عالميًا من خلال استخدام البيع المباشر من الباب إلى الباب. لتوضيح وبيع الآلات.

### الحرب العالميَّة الثانيَّة

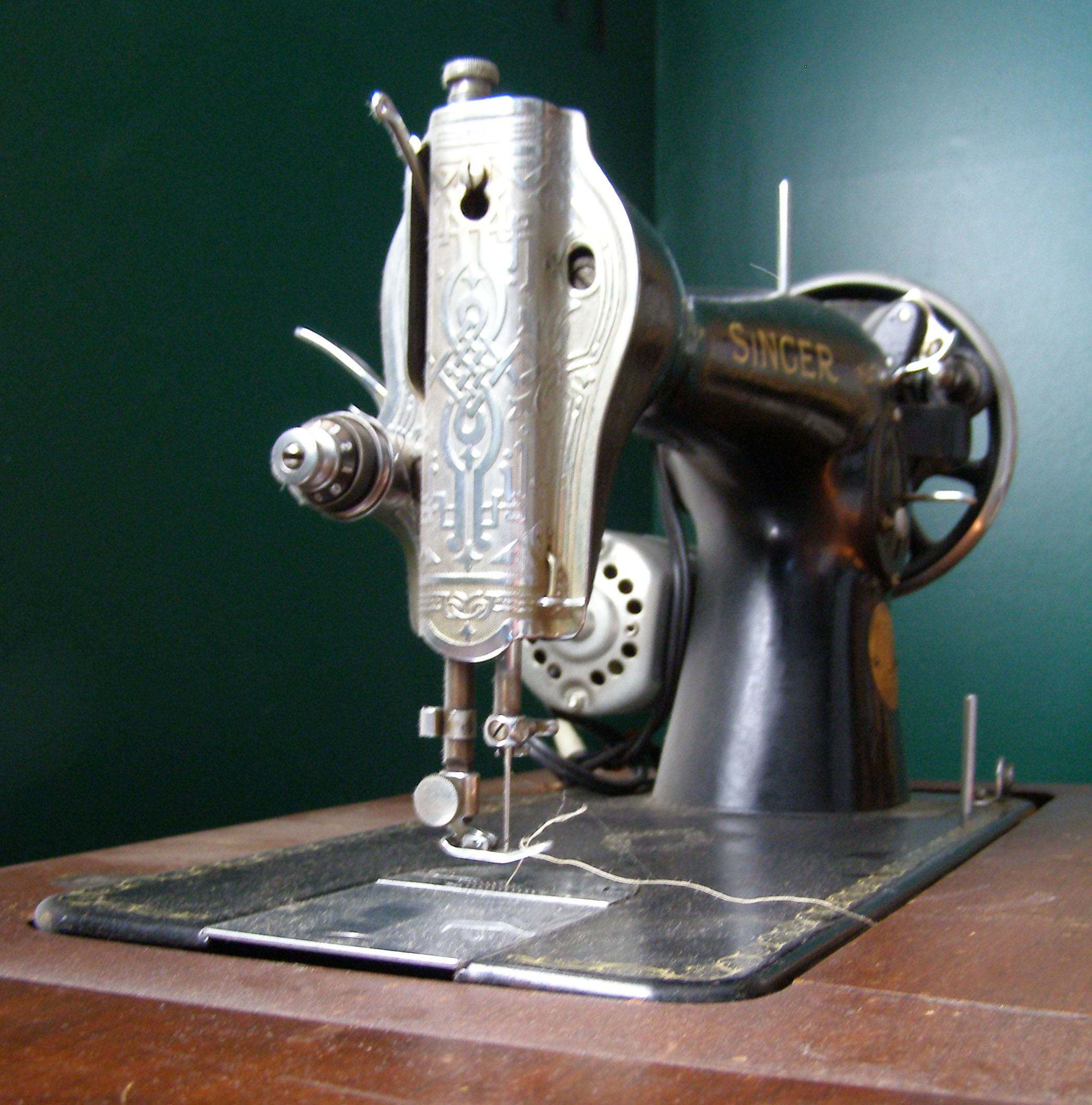
آلة الخياطة سنجر مع تعديل كهربائي

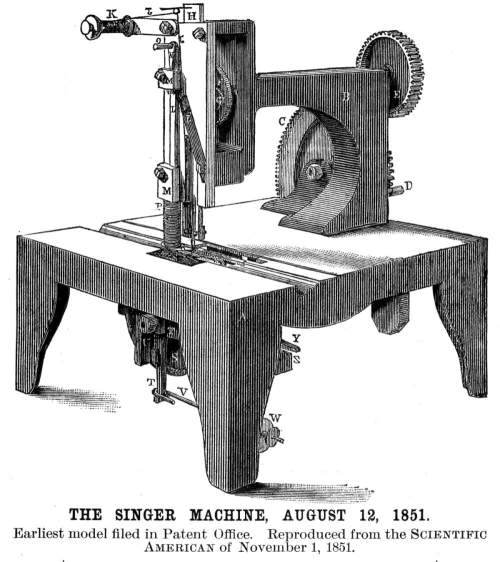
آلة الخياطة سنجر 1851

خلال الحرب العالميَّة الثانيَّة، علّقت الشركة إنتاج ماكينات الخياطة لتولي العقود الحكوميَّة لتصنيع الأسلحة. زودت المصانع في الولايات المتَّحدة القوات الأمريكيَّة بقنابل نوردن بومب سايت [الإنجليزية] وأجهزة استقبال بندقية إم 1 كاربين، بينما زودت المصانع في ألمانيا قواتها المسلحة بالأسلحة.
في عام 1939، حصلت الشركة على دراسة إنتاجيَّة من قبل الحكومة لرسم الخُطط وتطوير أحجام المواد الخام القياسيَّة لبناء مسدسات كولت إم1911. في 17 أبريل التالي، تم منح سنجر أمرًا تعليميًا من 500 وحدة بأرقام تسلسلية S800001 - S800500. كان الأمر التعليمي عبارة عن برنامج أنشأه مجلس الذخائر في الولايات المتَّحدة لتعليم الشركات التي ليس لديها خبرة في صناعة الأسلحة لتصنيع الأسلحة.
بعد تسليم 500 وحدة إلى الحكومة الأمريكيَّة، قررت الإدارة إنتاج مدفعية وقنابل سايت. تم نقل أدوات المسدس وآلات التصنيع إلى ريمنجتون راند [الإنجليزية] بينما ذهب بعضها إلى شركة إيثاكا غون [الإنجليزية]. تم إنتاج ما يقرب من 1.75 مليون مسدس من طراز 1911A1 خلال الحرب العالمية الثانية، مما يجعل مسدسات سنجر الأصليَّة نادرة نسبيًا وقابلة للتحصيل.
في ديسمبر 1940، فاز سنجر بعقد لإنتاج إم 5 موجهه مضاد للطائرات، وهو نسخة من كريسون بريديكتور [الإنجليزية] المصمم في المملكة المتَّحدة. كان الجيش الأمريكيّ قد تبنى سابقًا M7 كمبيوتينج سايت لمدفعه المضادة للطائرات إم 1 مقاس 37 ملم، لكن البندقيَّة أثبتت أنها مزاجية وكانت شركة سبيري [الإنجليزية] مشغولة جدًا في إنتاج أنظمة أخرى لبناء العدد المطلوب من إم 7. بعد الاختبار في سبتمبر 1940، وافق الجيش على كريسون باعتباره إم 5، وبعد ذلك، تم قبول مدفع بوفورز 40 ملم بدلاً من M1.

### ما بعد الحرب
استأنف سنجر تطوير آلات الخياطة في عام 1946. بعد مجموعة 206 كيلو المزعجة من الآلات الخياطة المتعرجة التي تم إنتاجها لأول مرة في عام 1936، قدموا واحدة من أكثر آلاتهم شعبيَّة، وذات جودة عالية وخيارات كاملة في عام 1952؛ 401 مائل-أو-ماتيتش. صادف عام 2011 الذكرى 160 لتأسيسها. حاليًا، يصنعون آلات الخياطة المحوسبة، الثقيلة، التطريز، خياطة اللحف، سيرجينج، والخياطة الميكانيكيَّة.
في عام 2017، أطلقوا تطبيقهم الجديد مساعد خياطة سنجر.

### التنّويع
في الستينيَّات من القرن الماضي، تنوعت الشركة، حيث استحوذت على شركة الآلات الحاسبة فريدن في عام 1965 وشركة General Precision Equipment Corporation شركة المعدات الدقيقة العامة [الإنجليزية] في عام 1968. وشملت GPE شركة ليبراسكوب [الإنجليزية] وشركة كيرفوت للإرشاد والملاحة [الإنجليزية] ولينك فلايت سيميوليشن [الإنجليزية]. في عام 1968 أيضًا، اشترت سنجر أنظمة GPS وأضفها إلى قسم أنظمة محاكاة الارتباط (LSSD). أنتجت هذه الوحدة أجهزة محاكاة لغرفة التحكم في محطة الطاقة النووية في سيلفر سبرينج بولاية ماريلاند: مبنى طريق التكنولوجيا لمفاعل الماء المغلي (BWR)، ومبنى باركواي لمفاعل الماء المضغوط (PWR) وانتقلت لاحقًا إلى بروكن لاند باركواي في كولومبيا، ماريلاند بينما كانت أجهزة محاكاة الطيران أنتجت في بينغامتون، نيويورك.
في عام 1987، قام بول بيلزريان [الإنجليزية] بإجراء "غرين ميل [الإنجليزية]" في سنجر، وانتهى به الأمر بامتلاك الشركة عندما لم يظهر منقذ «الفارس الأبيض». لاسترداد أمواله، باع بيلزيريان أجزاء من الشركة. تم تقسيم كيرفوت، وتم بيع مؤسسة كيرفوت للإرشاد والملاحة لشركة مؤسسة الملاحة الفضائيَّة الأمريكيَّة [الإنجليزية] في عام 1988 وتم شراء قسم الأنظمة الإلكترونيَّة لشركة بليسي في عام 1988 وأعيدت تسميته إلى بليسي للأنظمة الإلكترونيَّة (ثم استحوذت عليه شركة جي إي سي ماركوني في عام 1990، وأعيدت تسميته إلى جي إي سي -ماركوني للأنظمة الإلكترونيَّة، وتم دمجها لاحقًا في بي إيه إي سيستمز). تم بيع أقسام لينك الأربعة التي تعمل على تطوير ودعم المحاكاة الصناعية والطيران إلى الشركة الكنديَّة لإلكترونيات الطيران (سي أيه إي) وأصبحت سي أي إي - لينك. أصبح قسم محاكاة الطاقة النووية إس 3 تيكنولجيز، ولاحقًا جي إس إي سيستمز، وانتقل إلى إلدرسبرغ، إم دي. تم بيع قسم ماكينات الخياطة في عام 1989 لشركة سيمي تيك مايكرو إلكترونيك [الإنجليزية]، وهي شركة عامة مقرها تورونتو.
لعدة سنوات في السبعينيَّات، أنشأ سنجر فريق مبيعات وطنيًا للآلات الطباعة الضوئية كات [الإنجليزية] (من شهرة يونيكس تروف) التي صنعتها شركة أخرى في ماساتشوستس، شركة أنظمة الجرافيك . تم شراء هذا القسم من قبل معامل وانغ [الإنجليزية] في عام 1978.

### القرن ال الواحد والعشرين

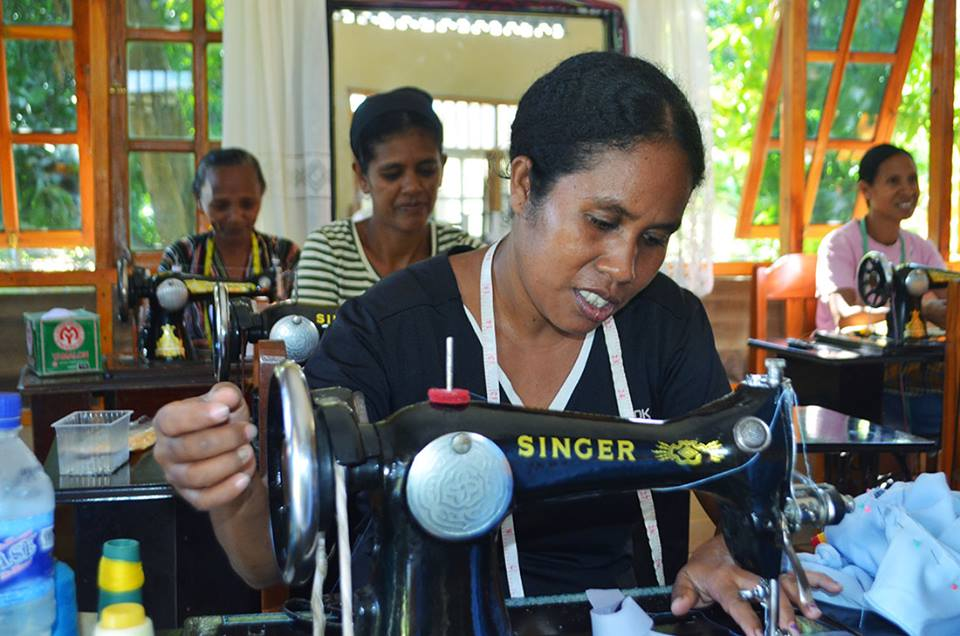
امرأة مع ماكينة خياطة سنجر في تيمور الشرقية (2017)

نمت المبيعات والأرباح حتى الأربعينيَّات. تأثر السوق بعدة طرق. نضج سوق الولايات المتَّحدة الأمريكيَّة بعد الحرب العالميَّة الثانيَّة. دخل المصنعون اليابانيون السوق بآلات خياطة متعرجة. تحت قيادة دونالد بي كيرشر، تنوعت سينجر في أسواق مثل المعدات المكتبية والدفاع والفضاء. الإيرادات التي تم تخفيض 90٪ من عائداتها من آلات الخياطة إلى 35٪ بعد التنويع. خلال الثمانينيَّات من القرن الماضي، تعرضت أسواق ماكينات الخياطة في سنجر للضرب بالآلات اليابانيَّة والعلامات التجاريَّة الأوروبيَّة بما في ذلك برنينا وبفاف وفايكنج. في عام 1986، أطلقت شركة سنجر الأصلية نشاطها في مجال ماكينات الخياطة تحت اسم SSMC. في عام 1989، قامت شركة سيمي تيك غلوبال بشراء SSMC لإعادة تسمية SSMC إلى سنجر. أدرجت شركة سيمي تيك غلوبال شركة سنجر في شركة سنجر إن.في ومقرها جزر الأنتيل الهولنديَّة المملوكة لشركة هونغ كونغ القابضة. أعلنت شركة سنجر إن.في. إفلاسها في عام 1999 واستحوذت عليها شركة كولبرج وشركاه. في عام 1997، نقلت عمليات سنجر (سنجر إن في) الأمريكيَّة منتجاتها الاستهلاكيَّة إلى لافيرجن، تينيسي. كما خدم هذا الموقع توزيع آلات الخياطة وقطع الغيار بالجملة. في عام 2006، استحوذت الشركة الأم لشركة سنجر - كولبرج وشركاه على علامتي هوسكفارنا وبفاف. أدى هذا إلى دمج العلامات التجاريَّة الثلاث في الشركة الحالية إس في بي قروب. المنافسون الرئيسيون هم بايبي لوك وبرنينا وبروذر للصناعة وجانومي وجوكي وايشين سيكي.

## مبني سنجر

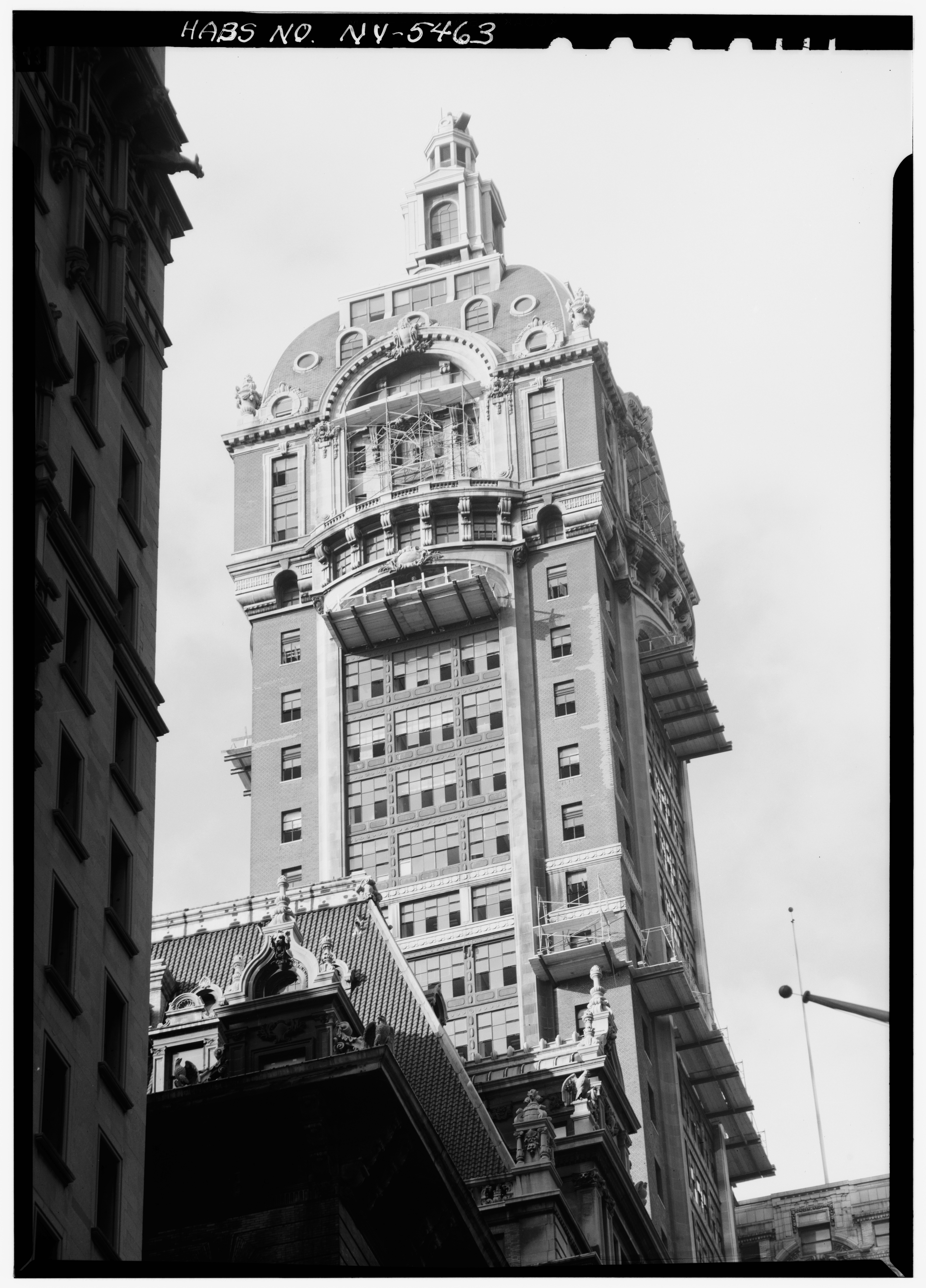
برج مبنى سنجر السابق في مانهاتن، الأطول في العالم وقت بنائه

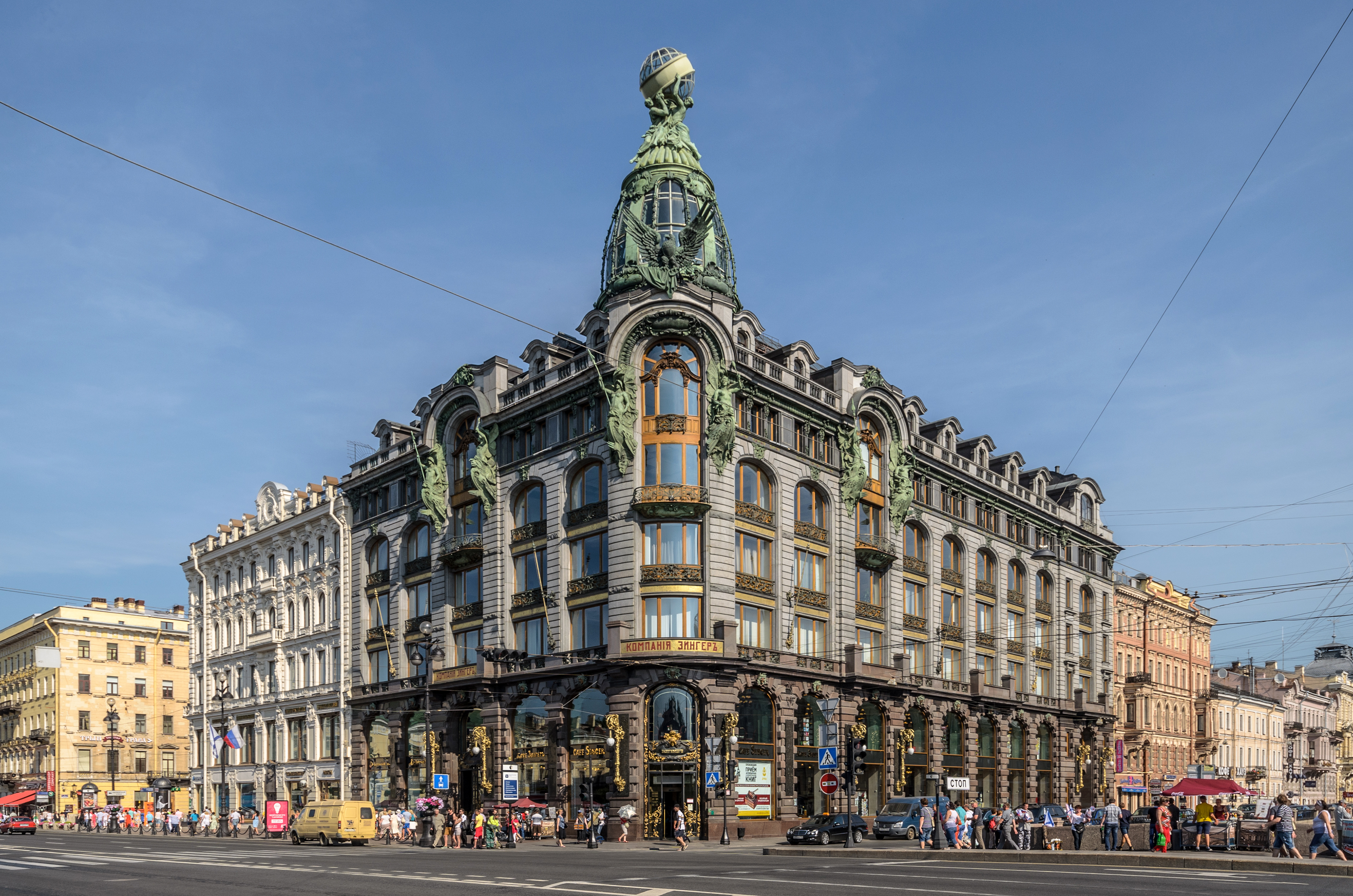
سنجر هاوس في سانت بطرسبرغ، روسيا

كان سينجر متورطًا بشكل كبير في العقارات في مانهاتن في القرن التاسع عشر من خلال إدوارد كابوت كلارك، مؤسس الشركة. قام كلارك ببناء شقق داكوتا ومباني مانهاتن الأخرى في ثمانينيَّات القرن التاسع عشر. في عام 1900، احتفظت شركة سنجر بإرنست فلاغ لبناء مبنى مرتفع مكون من 12 طابقًا في شارع برودواي وبرنس ستريت في مانهاتن السفلى. يعتبر المبنى الآن بارزًا من الناحية المعماريّة، وقد تمَّ ترميمه.
تمَّ تصميم مبنى سنجر المكون من 47 طابقًا، والذي تم الانتهاء منه في عام 1908، من قبل فلاج، الذي صمم منزلين بارزين لبورن. تم تشييد مبنى سنجر (الذي تم هدمه في عام 1968) خلال فترة ولاية بورن، وهو أطول المباني في العالم وكان أطول مبنى يتم هدمه عن عمد حتى تمَّ تدمير البرجين التوأمين في مركز التجارة العالميّ في هجمات 11 سبتمبر.
في مصنع كلايدبانك الخاص بهم، بنى سنجر برج ساعة 200 قدم (61 مترًا)، والذي كان يقف فوق الجناح المركزي وله سمعة كونه أكبر ساعة بأربعة أوجه في العالم. يزن كل وجه خمسة أطنان، واستغرق الأمر أربعة رجال خمس عشرة دقيقة مرتين في الأسبوع للحفاظ على الجرح. تم هدم البرج بعد إغلاق المصنع في عام 1980 وهو الآن موقع مجمع كلايدبانك للأعمال. لا تزال محطة سكة حديد سنجر، التي بُنيت لخدمة المصنع، قيد التشغيل.
تم بناء سنجر هاوس [الإنجليزية] الشهير، الذي صممه المهندس المعماريّ بافل سوزور [الإنجليزية] (Pavel Suzor)، في 1902-1904 في نيفسكي بروسبكت في سانت بطرسبرغ كمقر للفرع الروسي للشركة. تم التعرف رسميًا على هذا المبنى ذو الطراز الحديث [الإنجليزية] (الواقع مقابل كاتدرائية كازان) رسميًا باعتباره أحد أغراض التراث الثقافيّ التاريخيّ الروسيّ. في عام 2018، دمر حريق كبير في مصنع مكتب توزيع سينجر ومستودعًا في سفن هيلز، سيدني. صنعت سنجر آلات الخياطة في أستراليا في مصنع تم بناؤه لهذا الغرض في ضاحية بنريث الغربيَّة بسيدني، من عام 1959 حتى عام 1967.

## الرؤساء
| - إسحاق ميريت سنجر (1851-1863). - أنسلي هوبر (1863-1875). - إدوارد سي. كلارك (1875-1882). - جورج روس ماكينزي (1882-1889). - فريديريك قيلبارت بورنو (1889-1905). - السيد دوغلاس ألكسندر (1905-1949). | - ميلتون سي. لايتنر (1949-1958). - دونالد بي. كيرشر (1958-1975). - جوزيف برنارد فلافين (1975-1987). - بول بيلزاريان (1987-1989) - جايمس أتش. تانق (1989-1997). - ستيف قودمان (1998-2004). - دان رايدج واي (1989-?). |  |

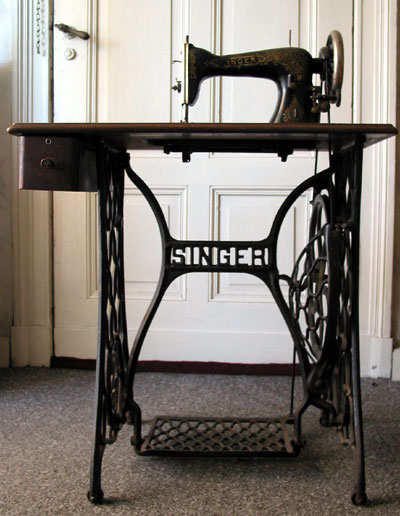
آلة الخياطة سانجر.

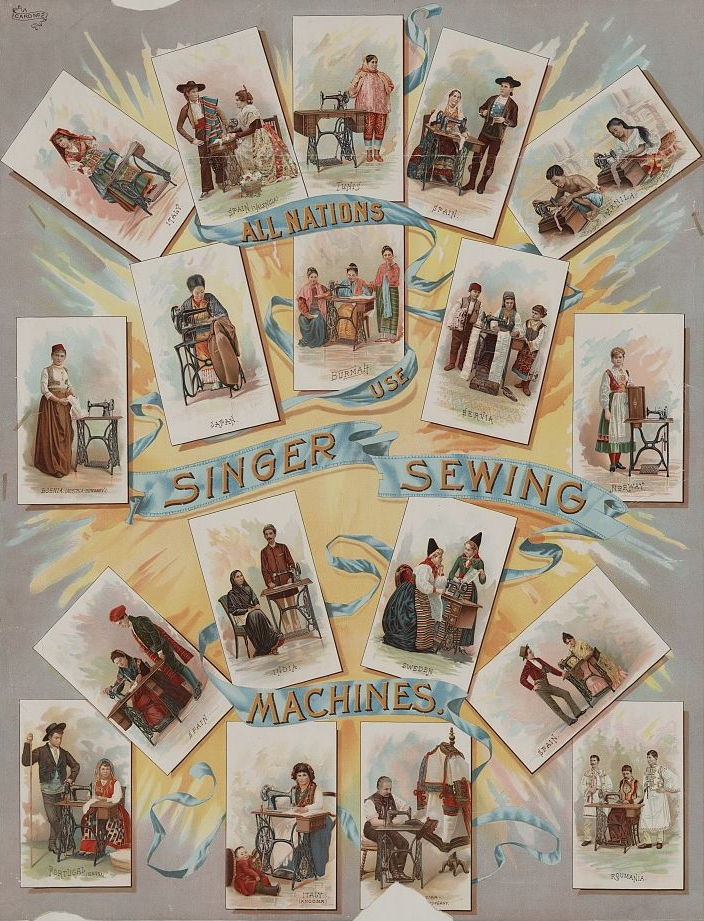
« جميع الأمم تقوم باستعمال آلة الخياطة سانجر. »
لوحة إشهارية في العام 1892 تتمحور في وضع لمحات للأماكن التالية: إيطاليا، إسبانيا، تونس، مانيلا، البوسنة، اليابان البورمة، صربيا، النرويج، الهند، السويد، البرتغال، رومانيا.

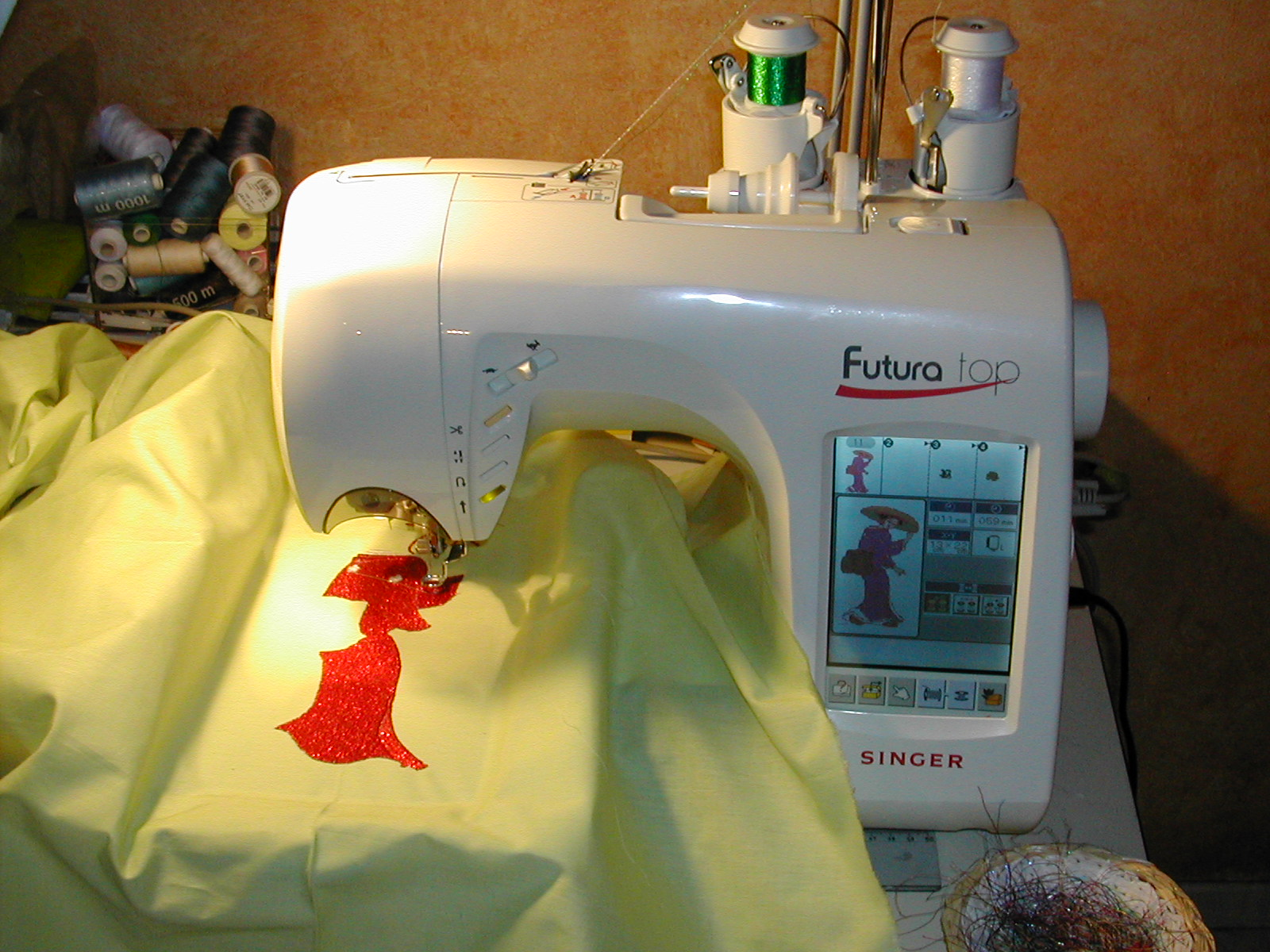
آلة خياطة ألكترونية 'فتيرا توب'

## تنويع
في سنوات 1960، تنوعت الشركة وذلك عن طريق وصولها إلى حساب الشركات ومنها، شركة فريدن (Friden Calculating Machine Company) في سنة 1965، باسكرد بيل إلكترونك (Packard Bell Electronics) في 1966، وشركة جنرال بريسجن (General Precision Equipment Corporation) في عام 1968، إضافة إلى ليبراسكوب وشركة كيرفوت (The Kearfott Company).
في 1987 تم إعادة هيكلة شركة كيرفورت، وتم بيع 'توجيه كيرفوت وشركة الملاحة' لشركة الملاحة الفضائية الأمريكية في عام 1988، وتم تقسيم الأنظمة الألكترونية من طرف جيك - ماركوني (GEC-Marconi) في سنة 1990 والتي اتخذت جيك - ماركوني إلكترونيك سيستامز اسم لها، في حين أن مقسمات آلات الخياطة بيعت في سنة 1989 لشركة سومي - تاك ميكرو ألكترونيك (Semi-Tech Microelectronics) والتي تقع في تورنتو.

## الوضع الحالي
اليوم شركة سانجر تقوم بتصنيع مجموعة من المنتجات الاستهلاكية مقسمة إلى 4 فئات:
- آلات لتصميم الأزياء الراقية، من بينها آلات خياطة وآلات تطريز.
- آلات الكي، من بينها المكواة والطاولات النشيطة.
- آلات التنظيف، من بينها المنظفات البخارية والمكانس الكهربائية.
- الأجهزة المنزلية، من بينها أفران المايكروويف وماكينات صناعة القهوة.

سانجر هي جزء من شركة أس في بي وورلد وايد (SVP Worldwide) والتي تعتبر أكبر شركة من حيث صناعة آلات الخياطة، والتي تمتلك كل من علامتي بفاف (Pfaff) وهي شركة أخرى تقوم بتصنيع نفس الأجهزة وهوسكفارنا فياكنق (Husqvarna Viking) وتمتلكها منذ فبراير من العام 2006.
أس في بي وورلد وايد هي عبارة عن اندماج للشركة الأمريكية كهولبيرق & كومبني والتابعة لسانجر والتي اشترتها المجموعة السويدية في أس أم قروب آي بي (VSM Group AB)، والشركة الأم للعلامة التجارية 'بفاف'.
في سنة 2007 'هوسكفارنا' تصبح ملكا لشركة السيارات الألمانية بي إم دبليو.

## معرض صور

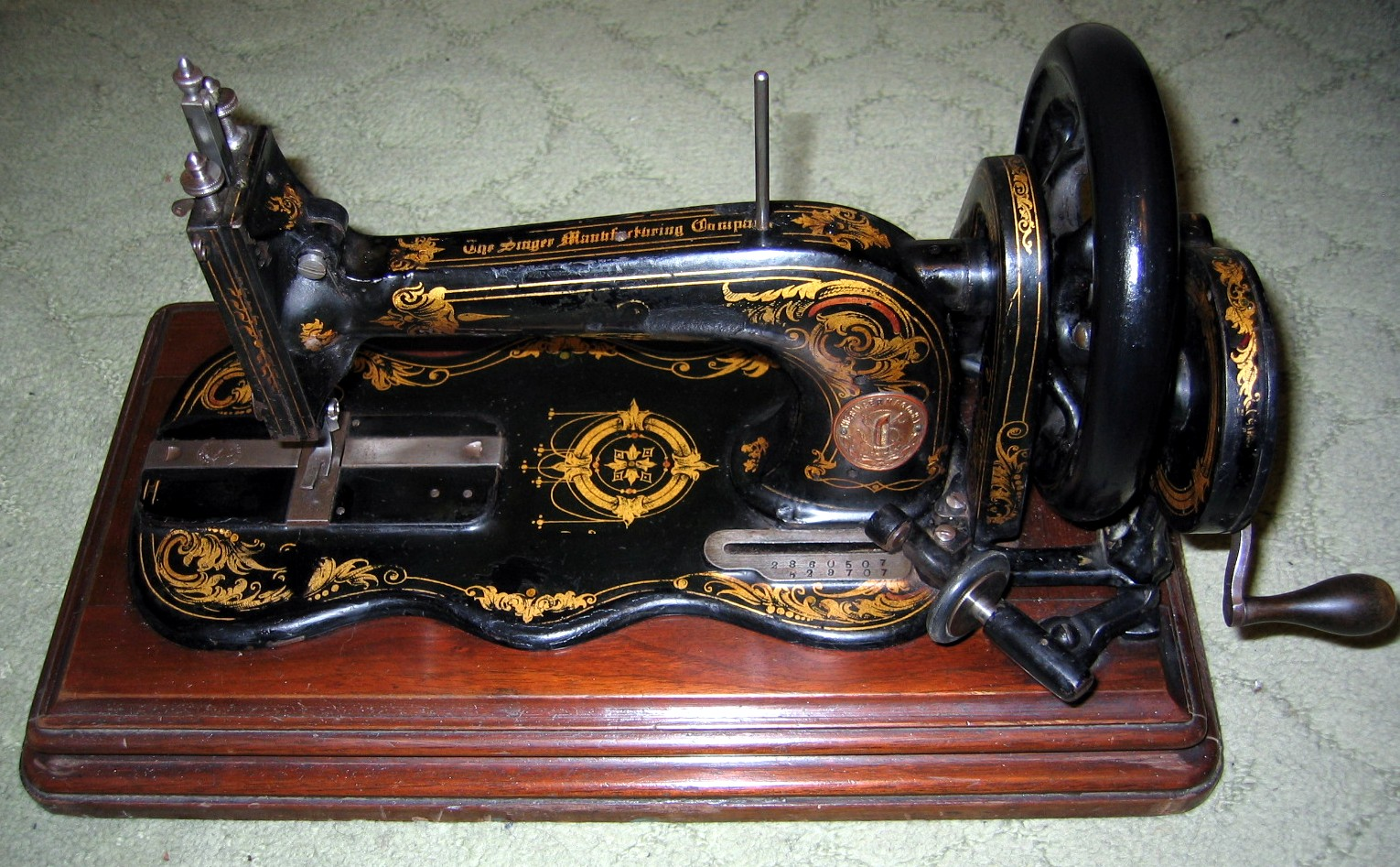
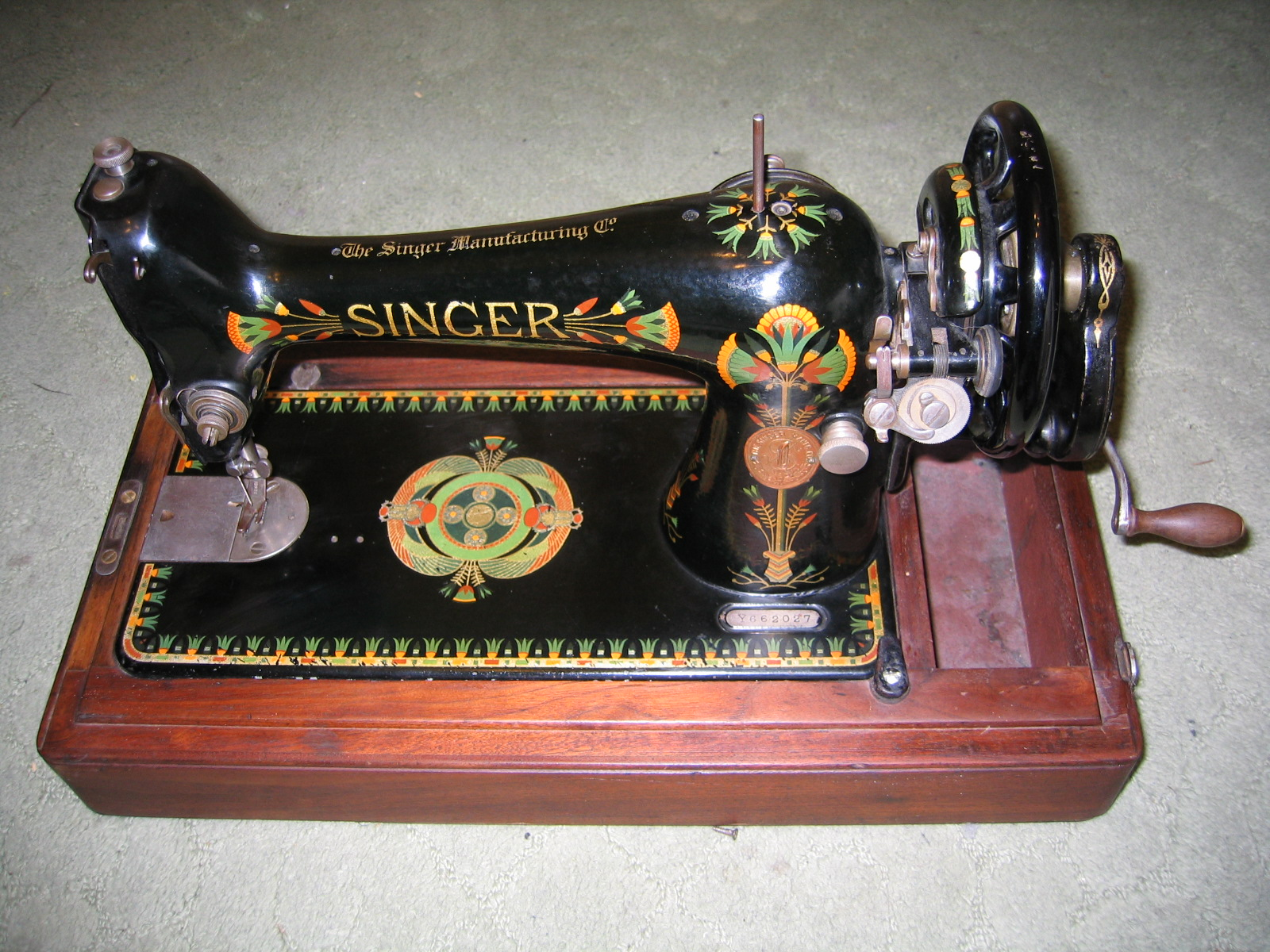
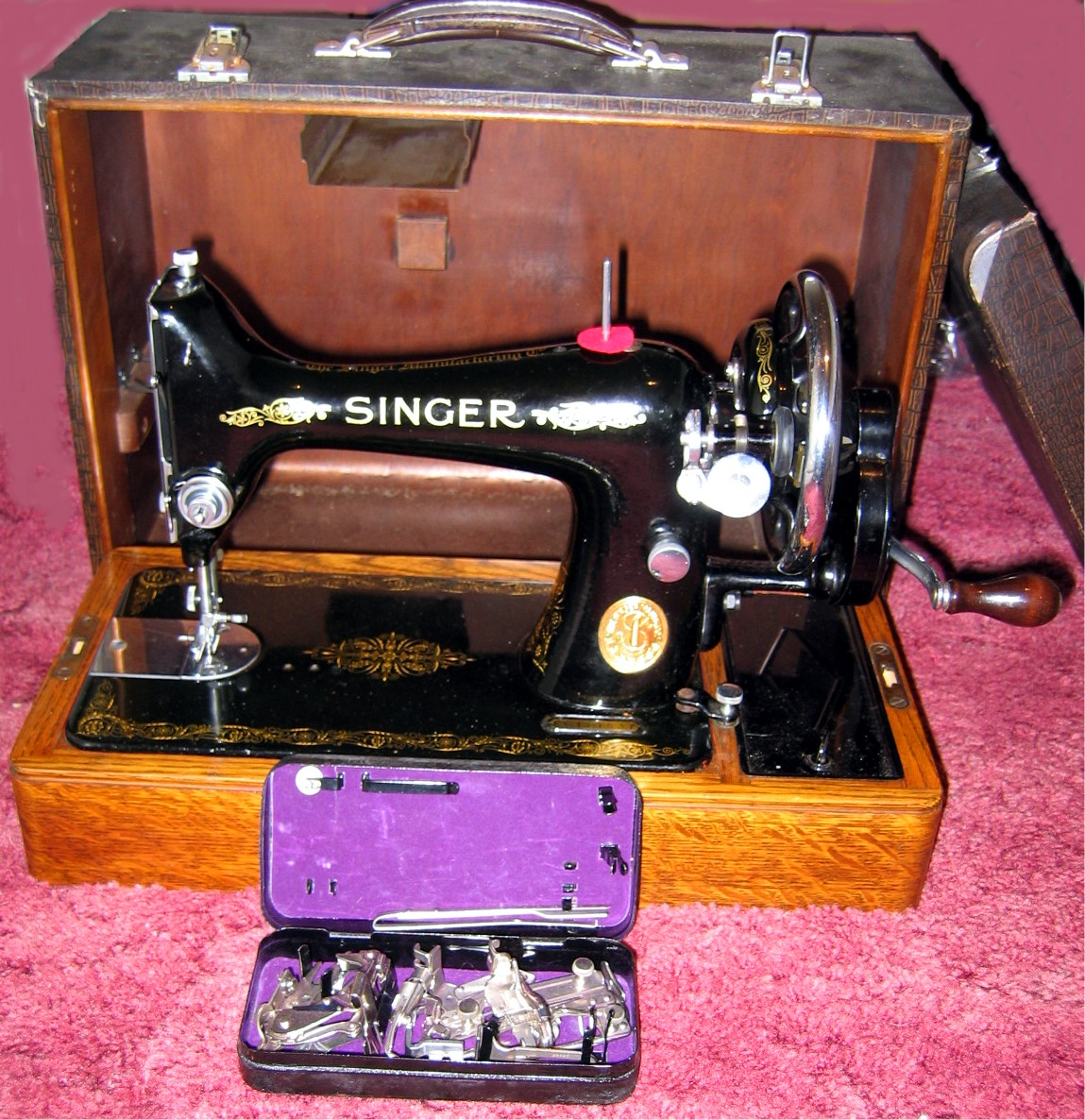

## وصلات خارجية
- موقع شركة سانجر نسخة محفوظة 2 يناير 2010 على موقع واي باك مشين.
- سانجر حول العالم
- من ذاكرة الشركة